# اچ‌ام‌اس چتم (۱۹۱۱)
اچ‌ام‌اس چتم (۱۹۱۱) (به انگلیسی: HMS Chatham (1911)) یک کشتی بود که طول آن ۴۵۷ فوت (۱۳۹٫۳ متر) بود. این کشتی در سال ۱۹۱۱ ساخته شد.